# التهاب القولون الإمساكي
التهاب القولون الستيركورالي (البُرازي) هو التهاب القولون الناجم عن الإمساك الشديد. تتفاوت الأعراض من عدم وجود أعراض إلى انتفاخ البطن، والغثيان، والمغص. ويمكن أن تشمل المضاعفات التهاب القولون الإقفاري، مما يؤدي إلى آلام تقلصية أو ثقب القولون، وبالتالي إلى ألم شديد مفاجئ.
تشمل عوامل الخطر الإمساك طويل الأمد، والخرف، وتعاطي المواد الأفيونية على المدى الطويل، ومشاكل في الصحة العقلية، وعدم القدرة على المشي. كما تتضمن الآلية الأساسية زيادة الضغط على القولون الذي قد يشمل برازًا جافاً، وقد تُستخدم الأشعة المقطعية لدعم التشخيص.
قد يشمل العلاج استخدام الملينات، أو إزالة البراز المحتبس يدويًا، مما قد يتطلب الدخول إلى المستشفى. إذا لم ينجح هذا الإجراء، أو وُجد ثقب في القولون، فإن الجراحة ضرورية. يُعد التهاب القولون البُرازي أمر نادر الحدوث، حيث سُجل أقل من 150 حالة أدت إلى ثقب القولون اعتبارًا من عام 2019، كما أن معظم المصابين به هم من كبار السن، وقد ورد ذكره لأول مرة في عام 1894.